# ヤマトユキザサ
ヤマトユキザサ（大和雪笹、学名：Maianthemum hondoense ）は、ユリ科の多年草。別名、オオバユキザサ（大葉雪笹）。ミドリユキザサ（緑雪笹）という場合もある。
APG植物分類体系では、ヤマトユキザサは、ユリ目ユリ科からキジカクシ目キジカクシ科に分類される。また、属としては、旧ユキザサ属（ユキザサぞく、学名：Smilacina、漢字表記：雪笹属）に属していたが、旧ユキザサ属は、マイヅルソウ属に含められた。

## 特徴
地下に肥厚した直径約7mmになる根茎があり、不明瞭な結節をつくり横に這う。同属のユキザサに似るが、やや大型で、茎の高さは35-70cmになり、上部で斜上し、開出する短毛が生える。葉は茎の上部に8-11個互生し、葉身は長さ10-15cm、幅3-6cmになる長楕円形または狭長楕円形で、葉の縁は波を打ち、葉の裏面に毛が多い。
花期は6-7月。茎先に円錐花序をつけ、小さい花を多数つける。雌雄異株で、雄株の花序は広く開いた円錐花序に、雌株の花序はやや狭い円錐花序となる。花序には軟毛が密生する。雄花、雌花とも花被片は緑白色で6個あり、長さは約4mmになる。雄蕊は6個あり、花被片より短い。雌花の雌蕊の花柱は短く、柱頭は明らかに3深裂する。果実は球形の液果で、赤く熟す。

## 分布と生育環境
日本固有種で、本州の東北地方南部から中部地方までと奈良県に分布し、山地帯から亜高山帯下部の針葉樹林の林床に生育する。

## 和名の由来
「大和雪笹」の意で、タイプ標本が奈良県大峰山で採集されたことから、大和国の名にちなむ。タイプ標本は、1922年（大正11年）に植物分類学者の小泉源一によって採集され、1934年（昭和9年）に大井次三郎によって Smilacina hondoensis Ohwi (1934) として新種記載された。

## シノニム
- Maianthemum viridiflorum (Nakai) H.Li[10]
- Smilacina hondoensis Ohwi[9]
- Smilacina viridiflora Nakai[11]

## ギャラリー
- 葉の縁は波打つ。
福島県燧ヶ岳
- 雄株。広く開いた円錐花序となる。山形県西吾妻山
- 雌株。やや狭い円錐花序となる。福島県西吾妻山